# Список умерших в 866 году

## Январь
- 6 января — Рудольф I, граф Понтье (853—866), граф Санса, граф Труа (858—866), светский аббат Жюмьежа (848—860) и Сен-Рикье (856—860)[1].

## Март
- 11 или 12 марта — Людольф, граф в Восточной Саксонии (Ок. 840—866), родоначальник династии Людольфингов[2][3].

## Апрель
- 21 апреля — Варда, византийский государственный деятель армянского происхождения, фактический правитель государства в период регентства (856—866) при малолетнем императоре Михаиле III.

## Май
- 27 мая — Ордоньо I, король Астурии (850—866)[4].

## Июнь
- 22 июня — Эменон, граф Пуатье (828—839), граф Перигора (845—848), граф Ангулема (863—866)[5].

## Июль
- 17 июля — Мухаммад аль-Аскари, кандидат на 11-й шиитский имам.

## Сентябрь
- 15 сентября:

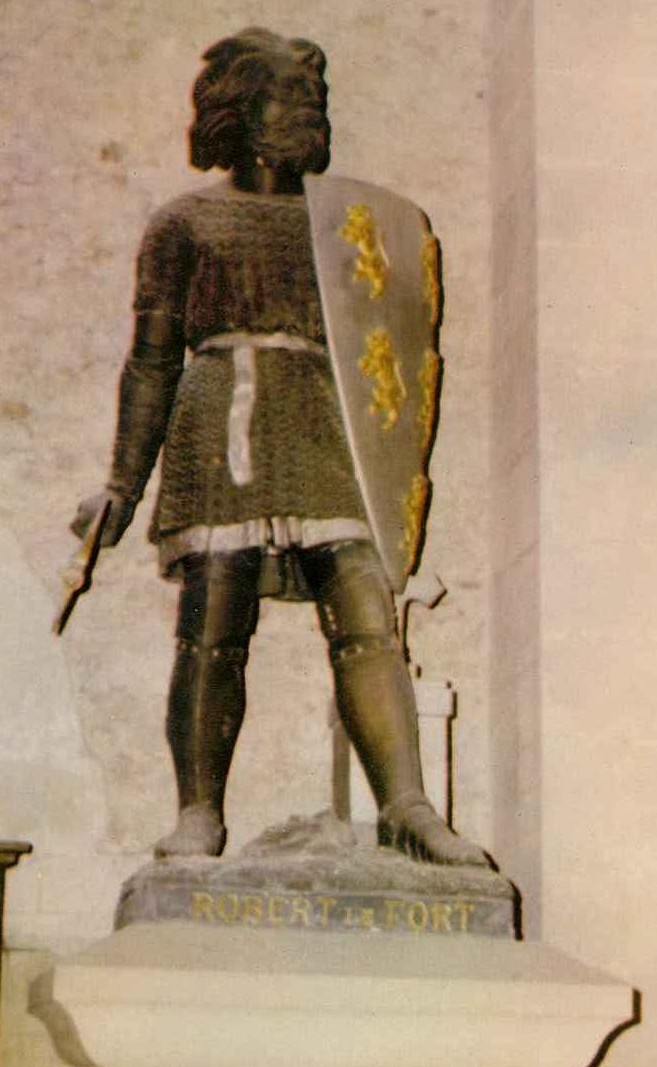
Статуя Роберта Сильного

  - Рамнульф I, граф Пуатье (844—866), герцог Аквитании (845—866); родоначальник династии Рамнульфидов;
  - Роберт Сильный, франкский военачальник и государственный деятель[6].
- 29 сентября — Карл III, король Аквитании (855—866)[7][8][9].

## Октябрь
- 16 октября — Ахмад аль-Мустаин Биллах, правитель из династии Аббасидов (862—866).

## Декабрь
- 16 декабря — Эбергард Фриульский, маркграф и герцог Фриуля (828—866)[10].
- 22 декабря — Хунгер Утрехтский, епископ Утрехта (854—866), святой[11].

## Дата смерти неизвестна или требует уточнения
- Ин-ву Чен-мин-хан, каган Кыргызского каганата (847—866).
- Линьцзи Исюань, китайский наставник чань-буддизма, основоположник школы Линьцзи.
- Хукберт, граф Трансюранской Бургундии (855—866), светский аббат монастыря Святого Маврикия в Вале[12].
- Яхья II ибн Яхья, халиф государства Идрисидов в (863—866).